# Crypsiphona ocultaria
Crypsiphona ocultaria là một loài bướm đêm trong họ Geometridae.

## Hình ảnh

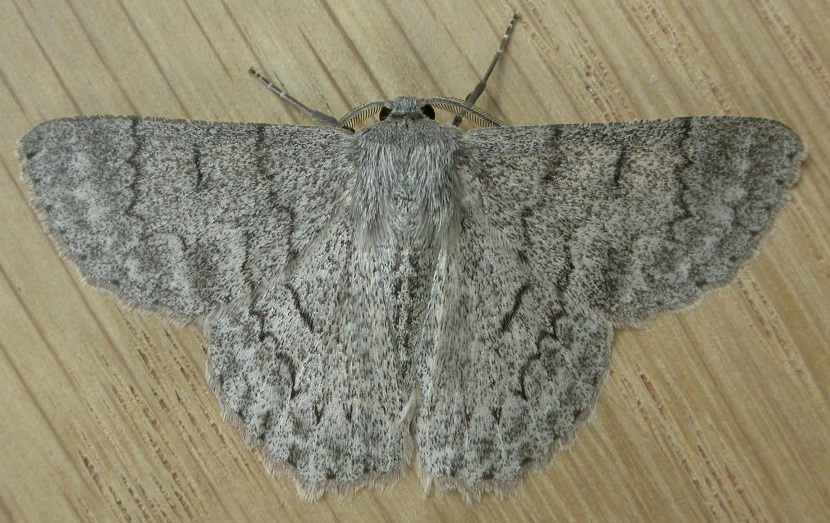
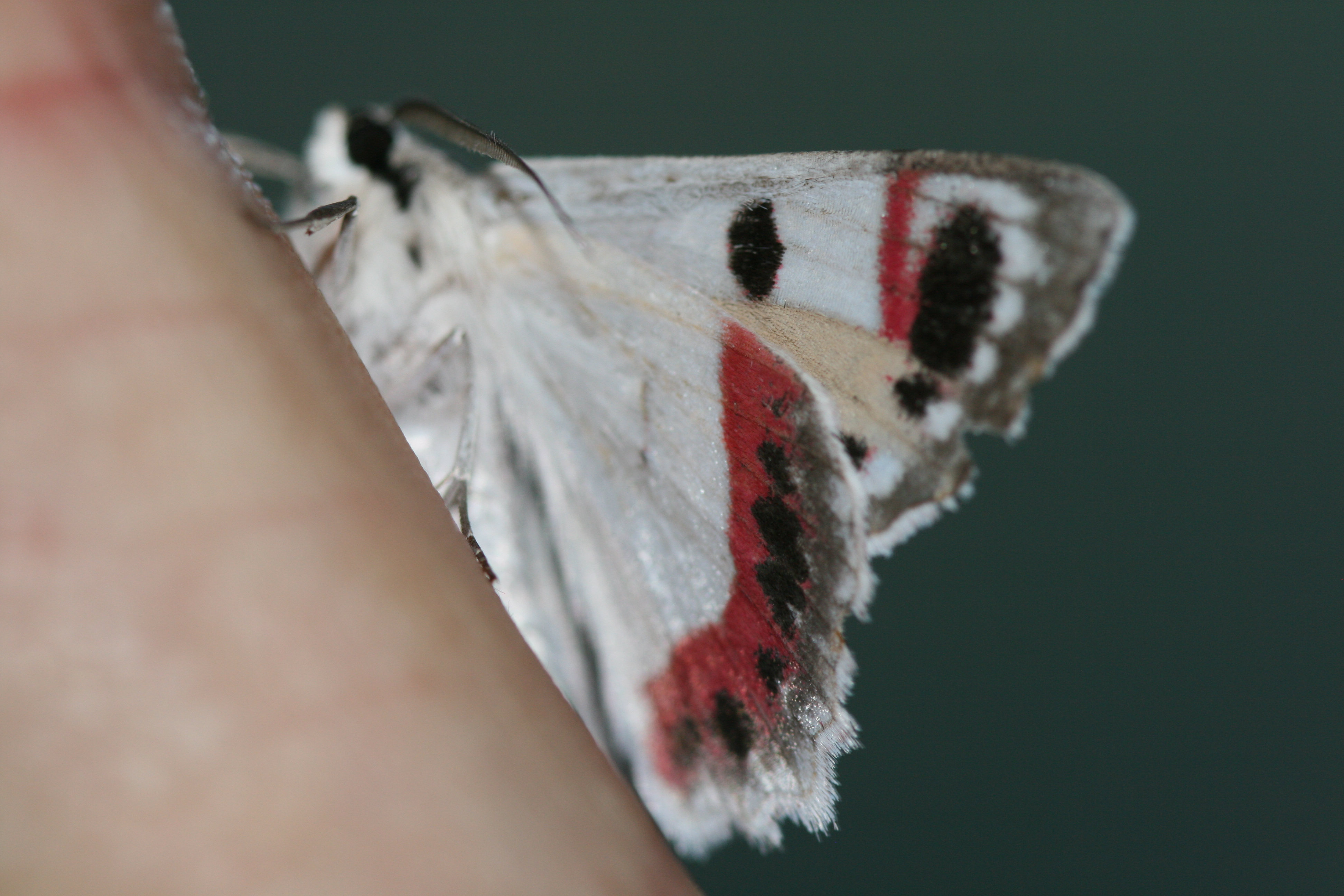
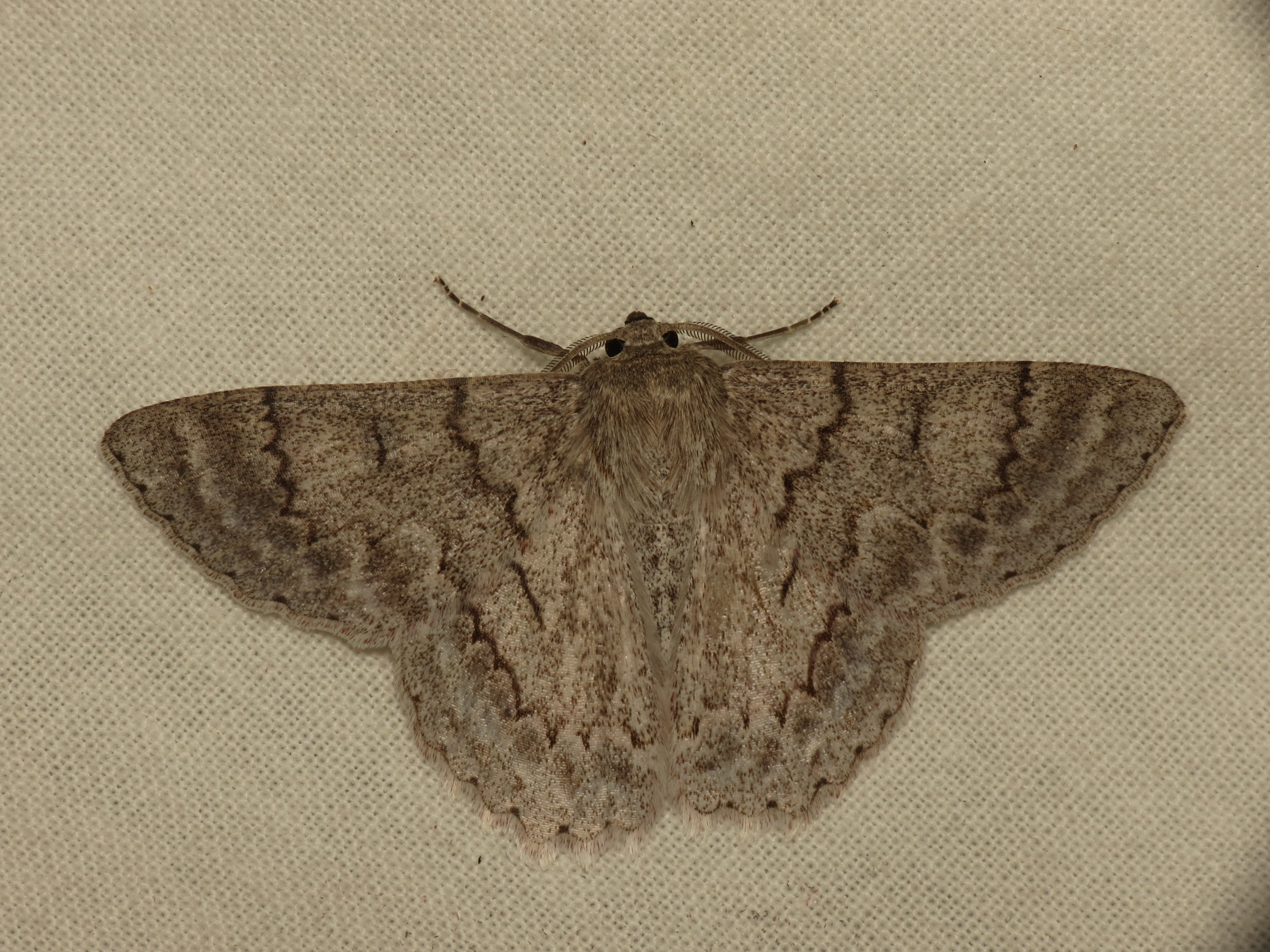
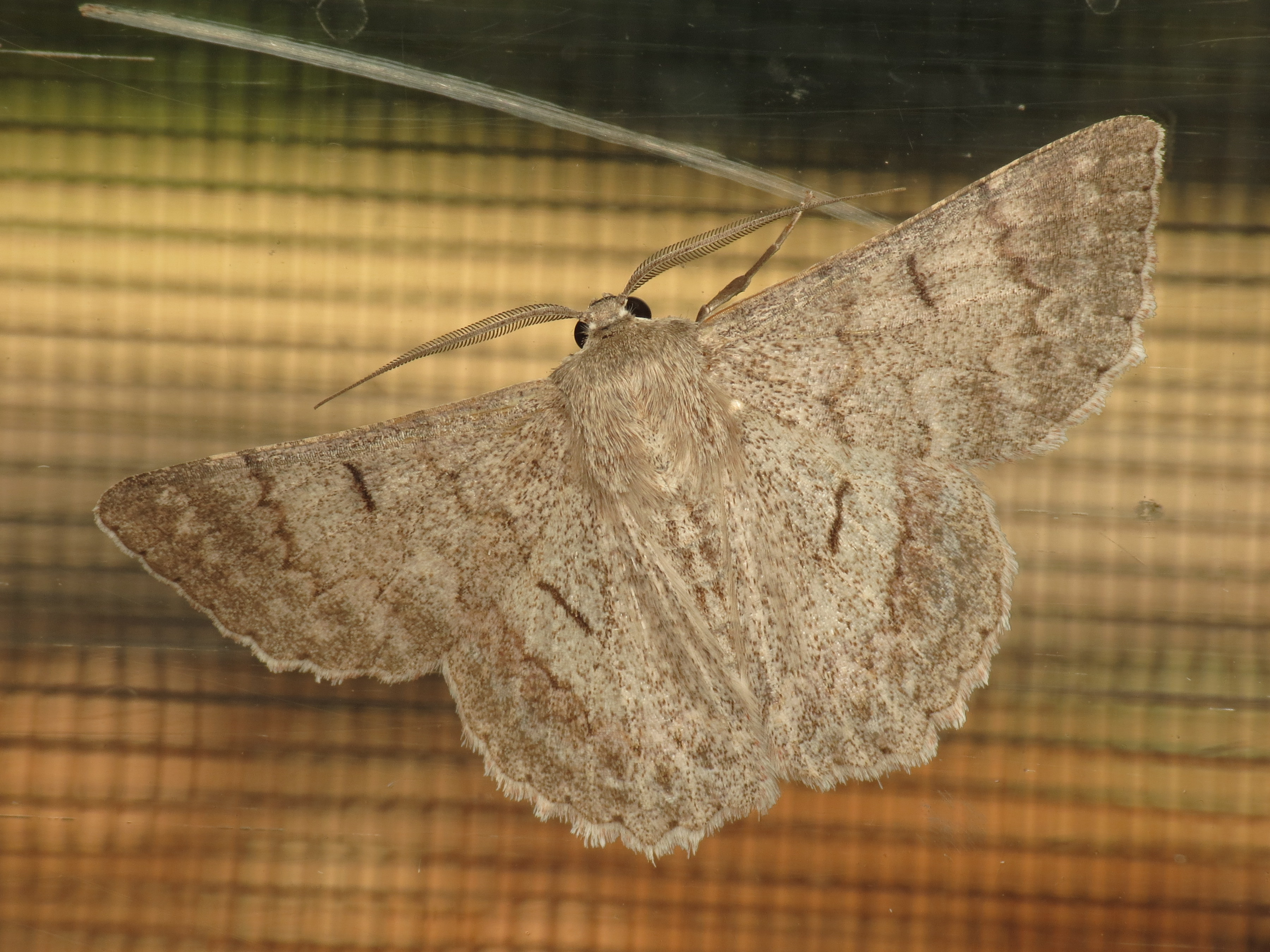